# فرانك نويل
فرانك نويل (بالإنجليزية: Frank Noel)‏ هو صحفي ومصور أمريكي، ولد في 12 فبراير 1905 في دالهارت في الولايات المتحدة، وتوفي في 29 نوفمبر 1966 في University of Florida Health Science Center ‏ في الولايات المتحدة.